# Syndrom paryski

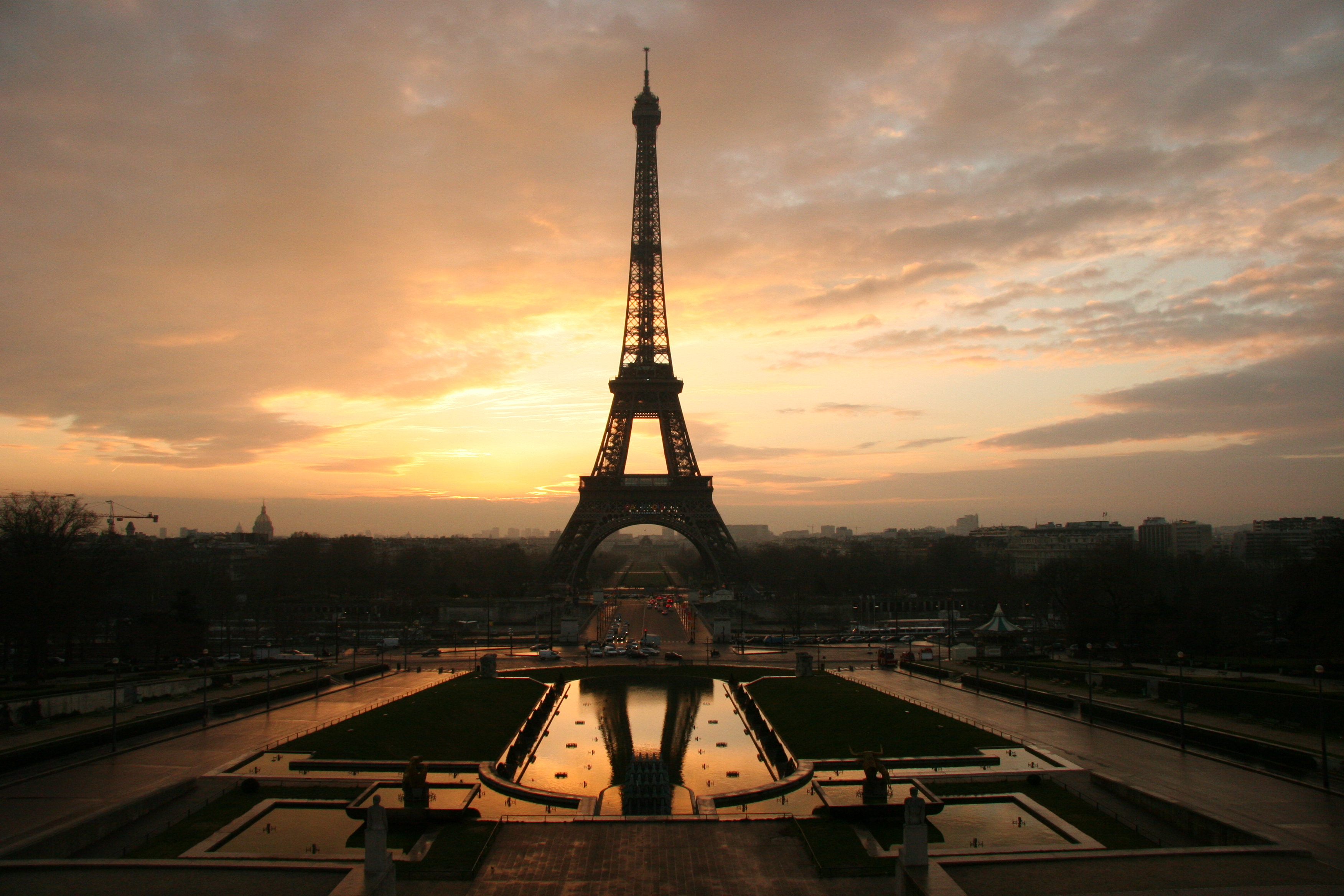
Wieża Eiffla w Paryżu

Syndrom paryski – dolegliwość występująca u turystów, najczęściej japońskich, którzy odwiedzając Paryż odkrywają, że miasto nie spełnia ich oczekiwań, a ich wymarzony, czy znany z literatury obraz Paryża, różni się w znaczący sposób od współczesnej rzeczywistości.
Po raz pierwszy został opisany we francuskim piśmie Nervure w 2004 (autorzy – A. Viala, H. Ota, M.N. Vacheron, P. Martin, and F. Caroli), klasyfikowany jako odmiana syndromu Stendhala.
Innego zdania jest doktor Youcef Mahmoudia, który uważa, że syndrom może być spowodowany nadmierną ekscytacją związaną z wizytą w Paryżu. Wiąże się to z przyspieszeniem pracy serca – powodując przyspieszony oddech, co z kolei ma mieć związek z halucynacjami.